# 鋤大D
鋤大D（チューダーディー）は大老二（ダーラォーァー）などとも呼び、中華圏（中でも広東省・マレーシア・シンガポール・香港・マカオ・台湾）で流行しているトランプゲームである。日本の大富豪に似ているが、カードの組み合わせ方はポーカーに由来する。

## 概要
- カードのランクは2が一番強く、3が一番弱い。
- ある人が手札からカード（1枚、または組み合わせ）を出し、後の人は同じ枚数でそれより強いカードを出すか、パスする。
- 手札をすべて出したら上がりとなり、その競技者が勝ちとなる。

以上の点は、日本の大富豪とも共通している。

## 名称
中国の他のトランプゲームと同様、このゲームには別名が非常に多い。
「鋤大D」（「鋤大弟」とも書く。「鋤D」とも言う）の名称は広東語に由来する。「D」とはトランプの2のことを言い、広東語の変音で「di2」と発音する（普通の広東語では「弟」は「dai6」）。
中国大陸では「鋤大地」と書かれることが多いが、これは普通話で「弟・地」をともに「dì」と発音することによる宛字で、本来の広東語とは意味が一致しなくなっている。
ほかに「大老二・階級闘争・歩歩高昇（台湾での以前の呼び名）」ともいう。フィリピンでは「Pusoy Dos」と呼ばれる。
英語では「Big Two」などと呼ぶ。「Chinese poker」と呼ばれることもあるが、これは本来十三張という別のゲームを指す。

## 準備する道具
鋤大Dには標準の52枚のトランプ1組を使う。ジョーカーは使用しない。

## カードの強弱

### 鋤大Dのカードの強弱の比較
- まずランクで比較する: 2>A>K>Q>J>10>9>8>7>6>5>4>3
- 次にスートを比較する: ♠>♥>♣>♦（正式の方法）♠>♥>♦>♣ （台湾式）[1]

### カードの組み合わせの説明
参考: ポーカー・ハンドの一覧
カードの組み合わせには、競技者の手札の1枚・2枚・3枚または5枚の組み合わせがある（地方によっては3枚の組み合わせを使用しないルールもある）:
- シングル: 手札の任意の1枚を出す。前の人の出したカードより大きなカードを出さなければならない。例: A♠はA♥より大きく、A♥はK♠・Q♠などより大きい。
- ペア: 広東語では音訳して「啤」（pe1）という。名前のとおり、同じランクのカード2枚からなる。シングルと同様、前の人より大きなカードを出さなければならない。例: A♥ A♠はK♥ K♠より大きい。ランクが等しいときは、一番大きなスート同士を比較する。
- スリーカード: 同じランクのカード3枚からなる。
- ストレート: 香港では「蛇」・台湾では「順子」という。ランクが連続した5枚のカードからなる。AはKとも2ともつなげることができるが、J-Q-K-A-2のようにAが途中にあるのはストレートとは認められない[3]。ストレートの大小の比較方法についてはさまざまな変種があり、ふつうはA-2-3-4-5を最大とし、次に2-3-4-5-6、最小は3-4-5-6-7になる[4]が、10-J-Q-K-Aを最大とし、2-3-4-5-6を最小とするルールもある[5]。台湾では2-3-4-5-6を最大とし、A-2-3-4-5を最小とする[6]。数字が等しいストレートの大小は、ランクの一番大きいカードのスートによって比較する。ストレートは5枚組の中では最も弱い組み合わせである。
- フラッシュ: 同じスートの任意の5枚で、ランクは連続していないもの。大小はまず5枚のうち最大のカードのランクを比較し、それが同じなら第2のカードのランクを比較する。すべてのカードの数が完全に同じ場合は、スートで比較する。♣2-A-K-8-3は♥2-A-Q-10-8より大きい。しかし、♣2-4-5-6-8は♥2-4-5-6-8より小さい[7]。中国大陸では最大のカードのみを比較し、その他のカードについては比較しない。もし最大のカードのランクが同じであったら、スートを比較する。たとえば、♣A-K-J-8-3と♥A-Q-J-10-8では、最大のカードのランクは同じだが、♥は♣より上になる。フラッシュは、5枚組のうちでは2番目に弱い組み合わせである。なお、台湾ではフラッシュを組み合わせと認めないのが普通である。
- フルハウス: 香港では「夫佬」、台湾では「葫蘆」という。ペアがひとつとスリーカードがひとつの組み合わせがらなる5枚組である。スリーカードの大きさを比較する。5枚組のうちでは、ストレートやフラッシュより強く、フォーカードやストレートフラッシュより弱い。
- フォーカード: 「鉄扇・金剛・四枚」などとも呼ぶ。香港では「四条」（「条」は「tiu2」と読む）、台湾では「鉄支」と言う。同一のランクからなる4枚組に任意の1枚を加えた5枚組である。フォーカードは5枚組のうちで2番目に強い組み合わせであり、ストレートフラッシュを除くすべての組み合わせに勝つ。
- ストレートフラッシュ: 「柳丁」とも言う。同じスートの5枚の連続したランクのカードである。正式ルールでは♠A-2-3-4-5が最大で、次が2-3-4-5-6である。常に最大のランクのカードによって大きさを決定する[8]。台湾ルールでは♠2-3-4-5-6が最大になる。

注: ポーカーのツーペアは鋤大Dでは使用できない。

### 正式ルール
前の人がシングルを出したときは、次の人はペア・スリーカード・5枚組を出してはならない。同様に、前の人がスリーカードを出したときは、次の人はシングル・ペア・5枚組を出してはならない。5枚組のランクは弱いほうからストレート→フラッシュ→フルハウス→フォーカード→ストレートフラッシュとなる。したがって、前の人がフラッシュを出した場合、次の人はそれより大きなフラッシュか、フラッシュよりランクの高い組み合わせを出す必要がある。ストレートはランクがフラッシュより低いので、前の人がフラッシュを出したら次の人がストレートを出すことはできない。

### 台湾ルール
前の人がシングルを出したときは、次の人はペア・スリーカード・5枚組を出してはならない。前の人が5枚組を出したときは、次の人は前の人と同じ組み合わせを出さなければならない。すなわち、前の人がストレートを出したら、次の人も必ずストレートを出さなければならず、フルハウスなどを出してはならない。ただし、フォーカードとストレートフラッシュ（これを「怪物牌型」という）に限っては、前の人がフォーカードやストレートフラッシュを出さなくても、いつでも出すことができる（前の人が自分より大きな「怪物牌型」を出したときを除く）。したがって、前の人が2を1枚出した場合、フォーカードを持っていればそれに勝つことができる。注: 台湾ルールではふつうスリーカードやフラッシュを認めておらず、スートの大小の順も国際的な順序と異なっている。

## ゲームの進行

### カードの配り方とプレイ方法
競技者は通常3人か4人である。理論上は2人（ひとりに26枚配る）から52人（ひとり1枚）まで可能だが、実際には3人か4人の場合がもっともおもしろく遊べる。
ディーラー（じゃんけんで決めてよい）は、自分の右隣の人から順に反時計回りにカードを配る。カードはひとり13枚ずつ配る。競技者の数が4人未満のときは、各人に等しい数のカードを配り、余ったカードは3♦を持っている競技者に全部渡す。もし誰も3♦を持っていない場合は、3♣を持っている人に、それもなければ3♥、3♠、4♦のようにして決める。
最初にカードを出すのは、正式ルールでは初回は3♦を持っている者であり、それ以降は前回のプレイの勝者になる（台湾では、最初の回かどうかを問わず、3♣を持っている人からはじめる）。その人はシングルを出しても任意の組み合わせを出しても構わないが、必ずその中に必ず最小のスートの3を含んでいなければならない（正式ルールではこの制約は初回のプレイのみに限られる）。以降は反時計回りにカードを出していくが、前の人が出したのよりも強いカードまたは組み合わせで、かつ前の人と同じ枚数（1枚・2枚または5枚）を出す必要がある。カードを出したくないか、または出せるカードがない場合は「PASS」または「過（クオ）」と言ってパスする。すべての人がパスした場合、最後にカードを出した人が新たに次のカードを出すことができる。このときは前回のカードの組み合わせの制約を受けない。いいかえると、たとえ最後に出したカードが2♠だったとしても、3♦でも、ペアでも、5枚組でも出すことができる。
特別な制約: もし競技者Aが10のペアを出して、その他の3人がパスした場合、次に競技者AがJのペアを出したら、Jは10よりも大きいので、残りの3人はやはりカードを出すことはできない。競技者Aが別の型の組み合わせを出すか、パスしたカードよりも小さいカードを出すまで、ほかの競技者はパスしかできない。
香港では、残りの手札が1枚になったときには「last card」または「last one」と言う必要がある。さもないと、最後のカードを出したとしても負けになる。ただし最後にシングル以外（ペア・ストレート）を出した場合はこのルールは適用されない。
ある競技者の手札がすべてなくなったとき、その競技者は上がりを宣言し、プレイはそこで終わる（台湾では最後のひとりが残るまでプレイを続けることもある）。

### 即座に勝つ
もし非常に運がよくて、手札がA-2-3-4-5-6-7-8-9-10-J-Q-Kになっている場合、プレーをせずに即座に勝ちになる。台湾ではこれを「一条竜」という（香港では「一条青竜」という）。地方によっては、「四字D」（2が4枚）があっても勝ちになる。即座に勝った場合は「三炒」ルールでスコアを勘定する。しかし、即座に勝つルールはあまり普及しておらず（これは本来十三張のルールである）、正式なルールでは「一条竜」ができてもひきつづきプレーを続ける。

### 配り直し
もしある競技者の手札が3点に満たなかった場合（J=1、Q=2、K=3、A=4、2=5、それ以外: 0 として計算）、その競技者は配り直しを要求することが可能となる。配り直しの基準は地方ごとに異っている。香港では、ふつうは最大のカードが10である場合に配り直す。J・Q・Kが2枚しかない（「双公無煙 Dee」、広東語で「煙」はエース・「Dee」は2のこと）場合に配り直す変種もある。台湾にも2が4枚あったときに配り直すルールもある。

### スコアの計算
プレイが完結したとき、残ったカードの数をもとに点数を計算する（少ないほどよい）。10枚以内なら、1枚1点とする。10枚より多ければ、カードの数×2が点数になる。カードが1枚も出せなかった場合は、カードの数×3（これを俗に「炒三」、香港では「三炒」という）が点数になる。大陸では8枚以上が×2、10枚以上は×3、13枚なら×4になる。そのほか、競技者が「負けの量を少なくすることで勝つ」という戦略を取るのを防ぐため、上がった者に5点ないし10点を与えて、勝ちを競わせることもできる。
ほかに、残ったカードの点数をもとに計算する方法もある。2が15点、A・K・Q・Jが14点から11点、それ以外はランクが点数になる。

### 頂大（顧牌）
ふたりの競技者が共謀するのを防ぐため、次にカードを出す人が1枚だけカードを持っている場合には、前の人は最大のカードを出して、相手が上がるのを妨げなければならない。これを台湾では顧牌、香港では頂大という。最大のカードを出さずに相手を勝たせた場合、勝たせた人はほかの2人の負けの点数をひとりで肩代わりする（残りの2人には点数がつかない）。たとえば、頂大をおこたった人が3点負けたとして、あとの2人がそれぞれ1点・4点負けたとしたら、その人は8点の負けになり、残りのふたりは0点になる。

## 派生ルール

### 台湾ルール（以下はその一種）
- 3人で遊ぶ場合、余った1枚は3♣を持っている人に渡す。
- 3人で遊ぶ場合は、「スリーカード禁止」としてもよい。

- 「減点制」: 2を持っている人が優勢になるのを防ぐためにある。

遊び方は、毎回なるべく自分最大のカードを出すようにして、ゲームの停滞を防ぐ。上がった人（手札をすべて出した人）が勝利者となる。ほかの競技者は残った手札の点数で勝負を決める。通常はランクで点数を決め、スートは点数に影響しない。2は-40点、Aは-30点（人によってはスペードのAを-40点とすることがある）。J・Q・Kは-20点、10から3まではランクをそのまま点数とする（例: 9♣は-9点、7♥は-7点）。
例: 競技者Aが上がり、Bが2♣、J♦、5♠、8♥を持っていて、点数は-73点。Cは3♠、4♣、5♣、5♥、6♦、9♠、Q♥を持っていて、点数は-58点。以上の状況では、枚数はCが一番多いが、点数は低くない。扣分制では点数によって勝ち負けを決定するので、結果としてBの負けとなる。
- 「加点減点制」: 2を持つ人が優勢になるのを防ぐためにある。

3から9までは1枚あたり-1点、10からAまでは-2点とする。2は1枚残っていれば点数が2倍になる。すなわち、4枚の2があれば、点数が16倍になる。上がりの人は+1点となる。すなわち、負けの点数が1点だけ少なくなる。
たとえば競技者Bが2♣・J♦・5♠・8♥を残していた場合、点数は(-2-2)x2=-8点となる。

### 血腥大老二
「階級闘争」とも呼ぶ。鋤大Dの日本における変種である「大富豪」の再変種である。第1回めは通常の方式でプレイを行う。かりに4人で遊ぶとした場合、初回の勝ち負けの結果によって、次の回の競技者の命運が決まる。
例:
初回で競技者Aが第1位、Bが第2位、Cが第3位、Dが第4位だったとする。
初回の勝負の結果によって、Aを国王、Bを諸侯（または騎士）、Cを平民、Dを奴隷とする。
二回目の時の規定には以下の2種類があるが、両者のちがいは、階級が上の者のカードの返し方の順序のみである。
1. 国王の権利: カードを諸侯と1枚、平民と1枚、奴隷と1枚交換する権利がある。

諸侯の権利: カードを平民と1枚、奴隷と1枚交換する権利がある。

平民の権利: カードを奴隷と1枚交換する権利がある。

言い換えると、各階級は自分より低い階級の人と1枚ずつカードを交換できる。
2. 国王の権利: 任意のカードを下の階級の人に要求できる。カードのランクやスートは指定できる。ただし各階級から最大1枚しか要求できない。カードを受けとったあとに3枚の不要なカードを捨て与える。カードを選ぶ権利は奴隷→平民→諸侯の順にある。（国王はカードを受けとった階級に対して、それをやめて別のカードを受けとることはできない。）

諸侯の権利: 任意のカードを下の階級の人に要求できる。カードのランクやスートは指定できる。ただし各階級から最大1枚しか要求できない。カードを受けとったあとに2枚の不要なカードを捨て与える。カードを選ぶ権利は奴隷→平民の順にある。

平民の権利: 任意のカードを奴隷の人に要求できる。カードのランクやスートは指定できる。ただし最大1枚しか要求できない。カードを受けとったあとに1枚の不要なカードを奴隷に与える。

カードを交換した後、通常の規則にしたがってプレイを行い、ふたたびこの回の勝負の結果によって、次回の身分階級を定める。
国王が第1位の身分を維持できなかった場合には奴隷に落とされるとするルールもある。
- 注意：3♣や任意のスートの2を交換できないとするルールもある。

### 貢牌（香港）
（このルールも鋤大Dの日本版の変形ルールである「大富豪」の再変形である）
このルールを誰がはじめたかはわからないが、香港でもこのルールを採用している人は多くない。
貢牌制度にもさまざまな変種がある。
かりに4人でプレイするものとする。
ルール:
- 最初の回は手札に3♦を持つ人が最初にカードを出し、プレイに点数で1位から4位までを決める。
- 2回めからは、前回の下から2番目または最低点の人がカードをシャッフルし、最高点の人がカットする（シャッフルする人やカードを配る人がイカサマをするのを防ぐため）

貢（第一種）:
通常と同じように4人ぶんのカードを配る。前回の1位の人が4つのうちの1つを選んで自分の手札とする。2位の人は3つのうちから1つを選んで自分の手札にする。3位の人は2つのうちから1つを選んで自分の手札とする。4位の人は選択肢がないので、残りのひとつを自分の手札とする。
（これが現在一番多いやり方である。優先選択権と運のよさを重視する）
貢（第二種）:
前回の第4位の人が一番よいカードを1枚第1位の人に渡す。第1位の人は自分の不要なカード1枚を第4位の人に渡す。第4位の人が最初にカードを出す権利を得る。
貢（第三種）:
前回の第4位の人が一番よいカードを2枚第1位の人に渡す。第1位の人は自分の不要なカードを第4位の人に渡す。同時に第3位の人は最大のカードを1枚第2位の人に渡し、第2位の人は自分の不要なカードを第3位の人に渡す。第4位の人が最初に カードを出す権利を得る。
貢（第四種）:
前回の第4位の人が一番よいカードを3枚第1位の人に渡す。第1位の人は16枚になった自分のカードから、必要だと思う3枚を残し、残り13枚から3枚を2位の人に引かせる。2位の人は必要だと思う2枚を残し、残り14枚から3枚を第3位の人に引かせる。3位の人は自分が必要だと思う1枚を残し、残り15枚から3枚を4位の人に引かせる。
カードを引き終わったら、3♣または3♦を持っている人が最初にカードを出す。この方法は貢牌・技巧・運の3つの要素を兼ねそなえている。

## よく似たゲーム

### 大怪路子
現在は闘地主に人気を取って代わられつつあるが、上海で1980年代前後に流行した。
6人の競技者が3人ずつチームを組む。カードは、ジョーカー2枚を含む54枚のカード3組を使用する。このゲームでは2は一番弱い。ジョーカーはAよりも強く、かつ2枚以上の組み合わせにおいてワイルドカードとして使うことができる。鋤大Dにない組み合わせとしてはファイブカードがある。また、スートの違いは大小比較に関係しない。
プレイは片方のチームが全員上がるまで続けられる。1位になった人が勝ったチームに属する場合は、上がれなかった人の数に応じて点数をつける。1位になった人が負けたチームに属する場合は無勝負となる。